# Au Yeung Yiu Chung
Au Yeung Yiu Chung (chiń. trad. 歐陽耀冲, ur. 11 lipca 1989 w Hongkongu) – piłkarz z Hongkongu grający na pozycji ofensywnego pomocnika. Od 2023 roku jest zawodnikiem klubu Iwate Grulla Morioka.

## Kariera klubowa
Swoją karierę piłkarską Au Yeung rozpoczął w klubie Hong Kong 09. W 2005 roku zadebiutował w jego barwach w First Division z Hongkongu. W 2006 roku odszedł do klubu Hong Kong 08, a w 2007 roku został zawodnikiem Workable FC, w którym występował przez rok.
W 2008 roku Au Yeung przeszedł do klubu South China AA. Wraz z South China wywalczył dwa mistrzostwa Hongkongu w sezonach 2008/2009 i 2009/2010 zdobył Puchar Hongkongu i Puchar Ligi Hongkongu, oba w sezonie 2010/2011 i Hong Kong Senior Challenge Shield w sezonie 2011/2012. W sezonie 2012/2013 ponownie został mistrzem Hongkongu. W sezonie 2013/2014 grał w Yokohama FC Hong Kong, a w 2014 przeszedł do portugalskiego Atlético CP.
| Sezon   | Klub                  | Kraj       | Rozgrywki      | Mecze | Bramki |
| ------- | --------------------- | ---------- | -------------- | ----- | ------ |
| 2005/06 | Hong Kong 08          | Hongkong   | First Division | 14    | 3      |
| 2006/07 | Hong Kong 08          | Hongkong   | First Division | 22    | 4      |
| 2007/08 | Workable FC           | Hongkong   | First Division | 23    | 4      |
| 2008/09 | South China AA        | Hongkong   | First Division | 21    | 7      |
| 2009/10 | South China AA        | Hongkong   | First Division | 13    | 3      |
| 2010/11 | South China AA        | Hongkong   | First Division | 12    | 2      |
| 2011/12 | South China AA        | Hongkong   | First Division | 11    | 3      |
| 2012/13 | South China AA        | Hongkong   | First Division | 12    | 5      |
| 2013/14 | Yokohama FC Hong Kong | Hongkong   | First Division | 12    | 5      |
| 2014/15 | Atlético CP           | Portugalia | Primeira Liga  | 1     | 0      |

## Kariera reprezentacyjna
W reprezentacji Hongkongu Au Yeung zadebiutował 19 listopada 2008 roku w wygranym 9:1 towarzyskim meczu z Makau. W swojej karierze grał m.in. na Igrzyskach wschodnioazjatyckich 2009 (zdobył na nich złoty medal), Mistrzostwach Azji Wschodniej 2010 i Igrzyskach azjatyckich 2010.